# Новоржевський район
Новоржевський район (рос. Новоржевский район) — муніципальне утворення у складі Псковської області, Російська Федерація.
Адміністративний центр — місто Новоржев. Район включає 9 муніципальних утворень.